# Lysets hastighed
Lysets hastighed eller lysets fart er den fart, hvormed elektromagnetiske svingninger udbreder sig i et medium. I vakuum er lysets hastighed maksimal, og siden 1983 er meteren defineret som den længde, lyset tilbagelægger i vakuum på 1/299.792.458 sekunder. Det vil sige, at lysets hastighed er 299.792.458 meter per sekund eller tæt på 300.000 km/s. I andre medier end vakuum er lysets hastighed mindre, se brydningsindeks. I partikelmodellen opfattes lys som en strøm af masseløse partikler, såkaldte fotoner, og lysets hastighed bliver så den hastighed, hvormed fotoner bevæger sig. Fotoner er masseløse men kan overføre impuls (bevægelsesmængde).
Da lysets hastighed er så stor i forhold til hastigheden i hverdagens bevægelser – f.eks. bevæger lyset sig cirka en million gange så hurtigt, som lyd udbreder sig i atmosfærisk luft ved standardbetingelserne – troede man indtil oplysningstiden, at den var uendelig. Ole Rømer kunne imidlertid ved at studere tidspunkterne for indtrædelsen af Jupiters formørkelse af månen Io iagttage lysets tøven, altså at lysets fart måtte være endelig. Desværre beskrev Rømer ikke selv sin opdagelse; vi kender den primært fra et fejlbehæftet referat på fransk og fra brevveksling blandt tidens videnskabsmænd. Imidlertid synes referatet at vise, at Rømer bestemte lysets tøven til at være 11 minutter for jordbanens radius, hvilket giver en fart på o. 225.600 km/s – en afvigelse på ca. 33% fra den nu kendte.
I midten af 1800-tallet tilrettelagde Fizeau og Foucault eksperimenter til bestemmelse af lysets fart i luft og kom frem til resultater, der ligger tæt på den moderne værdi. En teoretisk beregning af lysets fart blev mulig, da Maxwell fremlagde en samlet matematisk formulering af elektromagnetismen. Lysets fart i vakuum ({\displaystyle c}) kan herefter vises at være givet ved
{\displaystyle c={\frac {1}{\sqrt {\epsilon _{0}\mu _{0}}}}}
hvor {\displaystyle \epsilon _{0}} og {\displaystyle \mu _{0}} betegner hhv. vakuumpermittiviteten og vakuumpermeabiliteten.
En stribe interferometriske eksperimenter udført af Michelson og Morley omkring år 1900 viste, at lysets hastighed ikke afhænger af den relative hastighed mellem kilde og observatør. Det blev dødsstødet for æterteorien, der gik ud på, at lyset skulle udbrede sig i et særligt medium, æteren, som udfyldte tomrummet mellem materielle legemer, og i forhold til hvilken lysets hastighed skulle måles.
Lysets vakuumhastighed spiller en central rolle i Einsteins specielle relativitetsteori, der bl.a. forudsiger, at {\displaystyle c} er den øvre grænse for, hvor hurtigt noget kan bevæge sig. Forsøg på at falsificere denne forudsigelse, f.eks. de af Günther Nimtz i 1990'erne udførte forsøg på at realisere overlyshastighed ved kvantemekanisk tunnelering under udnyttelse af Hartmann-effekten, er indtil videre slået fejl.
I dag er lysets vakuumhastighed fastsat ved definition og kan derfor ikke bestemmes eksperimentelt eller mere præcist. Meteren er derimod defineret som den strækning lyset bevæger sig i vakuum på 1/299.792.458 sekund, og kan derfor bestemmes eksperimentelt og med større og større nøjagtighed. Lysets hastighed danner endvidere udgangspunkt for den astronomiske afstandsenhed lysår.
Selvom det ikke længere giver mening at måle lysets hastighed i vakuum, udføres der fortsat forsøg med lysets hastighed. I 2001 lykkedes det eksempelvis Lene Vestergaard Hau og hendes gruppe at bremse lyset til gangfart uden tab af fasekohærens.